# 電化學發光
電化學發光（英語：或）簡稱ECL，是當電化學反應發生在溶液中的一種發光型式。
在電化學發光中，高放能反應中產生的反應中間體使其電子躍遷到高位能態，再到低位能態，並激發出電磁波，而發出的光子波长取決於躍遷狀態之間的間隙。 電子轉移反應（氧化還原）可以使電化學發光產生。其中一種/所有反應物在電極上發生電化學反應被激發的光是化學發光的形式。通常在把電動勢（幾伏特）施加到非質子有機溶劑（ECL化合物）中包含發光物質（多環芳烴、金屬錯合物、量子點或奈米粒子）的電化學電池，其溶液的電極上可觀察到電化學發光，在有機溶劑中，通過氧化還原改變的電位差，可以在兩個電極上或在一個電極上同時產生能量來自於氧化和還原的發光物質。在主要用於分析應用的水性介質中，由於水本身的電化學分解，同時氧化和還原很難實現發光，因此使用了共反應劑進行電化學發光反應。發光物質與共反應劑一起在電極上被氧化，經過一些化學反應（氧化還原）後，共反應劑會產生強還原劑。

氯化三(雙吡啶)合釕(II)(Ru(bpy)_{3}^{2+})/三丙胺(TPrA)對的氧化還原異質電化學發光機制的示意圖。正如艾倫·J·巴德提出的，電化學發光的生成僅通過三丙胺氧化獲得並且涉及自由基陽離子（TPrA°^{+}）的勻相反應 處於激發態的Ru^{2+}*躍遷到基態並激發出光子。此為電化學發光過程中電極表面的插圖

## 應用
電化學發光在分析應用中做為高靈敏度和選擇性的方法非常有用，它結合了化學發光分析無背景光雜訊和通過施加電壓於電極易於控制反應的優點。作為一種分析技術，由於它的多功能性，與光致發光（電磁螢光）(PL)相比，能有較為簡化的光學設置；以及與化學發光(CL)相比，能有良好的時間和空間控制，其優點較其他常見分析方法的來的突出及顯著。通過改變電極電壓可以提高電化學發光分析的選擇性，從而控制在電極上氧化/還原並參與電化學發光反應的物質 （參見：電化學分析）。它通常使用釕化合物，特別是氯化三(雙吡啶)合釕(II)（[Ru (Bpy)3]2+)（在〜620 nm處釋放光子），並在液相或液-固相交界面上與三丙胺（TPrA/Tripropylamine）再生。
它可以用為例如由納菲薄膜、Langmuir-Blogett法或自組裝技術做出的特別薄膜單層固定在電極表面，作為共反應物，通常更作為標籤。
在使用高效液相層析（HPLC），釕標記基於免疫分析上的抗體、用於聚合酶連鎖反應(PCR)的釕標記DNA探針、基於NADH或 H2O2的生物傳感器、草酸鹽和有機胺檢測以及許多其他應用，並且可以從一個百萬分點濃度(ppm)到超過六個數量級的動態範圍進行檢測。
光子檢測是透過光电倍增管（PMT）或矽光電二極管或鍍金光纖傳感器完成的。電化學發光技術檢測在生物相關應用中的重要性已得到公認 ，並且在商業上大量應用於許多臨床實驗室。